# Olimpus Roma
L'Associazione Sportiva Dilettantistica Roma 1927 Futsal è una squadra italiana di calcio a 5, con sede a Roma. Milita in Serie A, massima serie del campionato italiano di calcio a 5.

## Storia
La società viene fondata nel 1999 ma milita nei campionati regionali fino al 2014, quando viene ripescata in Serie B. Nel 2015-2016 disputa la prima promozione in A2, fino al 2021 in cui vince il girone B e viene promossa per la prima volta in Serie A. Nell'estate 2024 avviene il cambio di denominazione passando dallo vecchio nome Olimpus Roma ad ASD Roma 1927 Futsal, la rappresentativa ufficiale di calcio a 5 della AS Roma.

## Cronistoria
| Cronistoria della Roma 1927 Futsal |
| --- |
| - 1999 · Fondazione dell'Olimpus C5. - 1999-00 · ? - 2000-01 · 4ª in Serie D Lazio. - 2001-02 · 2ª in Serie D Lazio. - 2002-03 · ? - 2003-04 · ? - 2004 · Assume la denominazione Olimpus Vigna Stelluti. - 2004-05 · ? - 2005 · Rileva il titolo dell'FC Sportek, assume la denominazione CSP Olimpus. - 2005-06 · ? in Serie C1 Lazio. - 2006-07 · ? - 2007-08 · ? - 2008-09 · ? - 2009-10 · ? nel girone B di Serie C2 Lazio. - 2010-11 · ? nel girone B di Serie C2 Lazio. - 2011-12 · 11ª in Serie C1 Lazio. Retrocessa in Serie C2. Sconfitta ai play-out. - 2012-13 · 1ª nel girone A di Serie C2 Lazio. Promossa in Serie C1. - 2013-14 · 3ª in Serie C1 Lazio. Ripescata in Serie B. - 2014 · Assume la denominazione Olimpus Olgiata 20.12. - 2014-15 · 1ª nel girone D di Serie B. Promossa in Serie A2. 1ª fase di Coppa Italia di Serie B. - 2015-16 · 6ª nel girone B di Serie A2. Quarti di finale di Coppa Italia di Serie A2. - 2016 · Assume la denominazione Olimpus Roma. - 2016-17 · 6ª nel girone A di Serie A2. - 2017-18 · 7ª nel girone A di Serie A2. 2º turno di Coppa Italia di Serie A2. 2º turno di Coppa della Divisione. - 2018-19 · 9ª nel girone B di Serie A2. 1º turno di Coppa Italia di Serie A2. 3º turno di Coppa della Divisione. - 2019-20 · 7ª nel girone B di Serie A2. 2º turno di Coppa della Divisione. - 2020-21 · 1ª nel girone B di Serie A2. Promossa in Serie A. Finalista di Coppa Italia di Serie A2. - 2021-22 · 2ª in Serie A. Semifinalista play-off scudetto. Finalista di Coppa Italia. - 2022-23 · 2ª in Serie A. Finalista play-off scudetto. 1º turno di Coppa Italia. Sedicesimi di finale di Coppa della Divisione. Finalista di Supercoppa italiana. - 2023-24 · 1ª in Serie A. Quarti di finale play-off scudetto. Finalista di Coppa Italia. Semifinalista di Coppa della Divisione. Semifinalista di Supercoppa italiana. - 2024 · Assume la denominazione ASD Roma 1927 Futsal. - 2024-25 · 4ª in Serie A. Quarti di finale play-off scudetto. Quarti di finale di Coppa Italia. Vince la Coppa della Divisione (1º titolo). Semifinalista di Supercoppa italiana. |

## Statistiche

### Partecipazioni ai campionati
| Livello | Categoria | Partecipazioni | Debutto    | Ultima stagione | Totale |
| ------- | --------- | -------------- | ---------- | --------------- | ------ |
| 1º      | Serie A   | 2              | 2021-2022  | 2022-2023       | 2      |
| 2º      | Serie A2  | 5              | 2015-2016  | 2020-2021       | 5      |
| 3º      | Serie B   | 1              | 2014-2015  | 2014-2015       | 1      |
| 4º      | Serie C1  | 3+             | 2005-2006? | 2013-2014       | 3+     |
| 5º      | Serie C2  | 3+             | 2009-2010? | 2012-2013       | 3+     |

## Palmarès

### Competizioni nazionali
- Campionato di Serie A2: 1

2020-21 (girone B)
- Campionato di Serie B: 1

2014-15 (girone D)

### Competizioni regionali
- Campionato di Serie C2: 1

2012-13 (Lazio - girone A)

### Competizioni giovanili
- Campionato italiano Under-19: 1

2023-24
- Coppa Italia Under-19: 1

2023-24

### Altri piazzamenti
- Campionato italiano

Finalista: 2022-2023
- Coppa Italia

Finalista: 2021-2022, 2023-2024
- Supercoppa italiana

Finalista: 2022
- Coppa Italia di Serie A2

Finalista: 2020-2021

## Organico

### Prima squadra[4]
| N° | Naz.               | Ruolo | Sportivo              | Anno       |  |  |
| -- | ------------------ | ----- | --------------------- | ---------- |  |  |
| 1  | Italia (bandiera)  | POR   | Cristian Cerulli      | 26.06.1998 |  |  |
| 2  | Italia (bandiera)  | POR   | Matteo Macellari      | 09.02.2002 |  |  |
| 3  | Brasile (bandiera) | UNI   | Rudinei Tres          | 13.02.1987 |  |  |
| 7  | Italia (bandiera)  | LAT   | Nicola Cutrignelli    | 12.10.1992 |  |  |
| 8  | Italia (bandiera)  | LAT   | Simone Achilli        | 25.05.2001 |  |  |
| 10 | Italia (bandiera)  | LAT   | Christopher Cutrupi   | 19.04.1993 |  |  |
| 13 | Italia (bandiera)  | POR   | Daniele Ducci         | 11.11.1998 |  |  |
| 14 | Brasile (bandiera) | DIF   | Antonio Agne Bagatini | 18.09.1990 |  |  |
| 16 | Brasile (bandiera) | PIV   | Humberto              | 24.11.1986 |  |  |
| 19 | Brasile (bandiera) | PIV   | Marcelinho            | 05.08.1989 |  |  |
| 20 | Italia (bandiera)  | LAT   | Anthony Isgrò         | 19.06.2002 |  |  |
| 23 | Italia (bandiera)  | UNI   | Alessio Di Eugenio    | 12.01.1998 |  |  |
| 27 | Brasile (bandiera) | DIF   | Rafinha               | 08.01.1993 |  |  |
| 33 | Spagna (bandiera)  | UNI   | Joselito              | 01.03.1991 |  |  |
| 77 | Brasile (bandiera) | LAT   | Dimas                 | 07.11.1986 |  |  |
| 89 | Brasile (bandiera) | UNI   | Matheus Sacon         | 04.04.1989 |  |  |

### Under-19
| N° | Naz.              | Ruolo | Sportivo            | Anno     |  |  |
| -- | ----------------- | ----- | ------------------- | -------- |  |  |
| 6  | Italia (bandiera) | LAT   | Yoann Valdes        | 06.08.04 |  |  |
| 17 | Italia (bandiera) | LAT   | Besart Seferi       | 07.01.04 |  |  |
| 22 | Italia (bandiera) | POR   | Tommaso Bianchetti  | 06.01.05 |  |  |
| 69 | Italia (bandiera) | PIV   | Fabio Bolognini     | 03.11.04 |  |  |
| 88 | Italia (bandiera) | POR   | Francesco Lucentini | 23.05.04 |  |  |

### Staff tecnico
- Daniele D'Orto - Allenatore
- Fabrizio Reali - Allenatore in seconda e match analyst
- Gianluca Briotti - Preparatore atletico
- David Patrizi - Preparatore dei portieri
- Simone Golin - Preparatore area performance
- Giulia Lisi - Preparatore area performance
- Daniele Intoppa - Addetto agli arbitri